# إدوارد جولد
إدوارد جولد (بالإنجليزية: Edward Gold)‏ هو ملحن أمريكي، ولد في 25 يوليو 1936.